# 살색

살색은 문자 그대로 인간의 피부색을 부르는 말이다.
대한민국에서는 일본과 함께 황인종의 피부색을 부르는 말로 사용되어왔다. 그러나 대한민국에서는 살색이라는 단어가 인종 차별이라는 지적이 제기되자 한국기술표준원의 관용색에서 제외됐다.

## 역사

### 대한민국
2001년 8월 대한민국의 국가인권위원회는 인종 차별이라는 한 시민의 청원을 받아들여, 한국기술표준원에 ‘살색’이란 색 이름을 바꿀 것을 권고했다. 2002년 11월 한국기술표준원은 기존의 ‘살색’이란 표준 관용색 이름을 ‘연주황’으로 바꿨다. 2004년 8월 초중등학생 6명이 연주황의 이름을 쉬운 한글로 바꿔달라는 진정서를 제출하여, 2005년 5월에 다시 살구색으로 이름이 바뀌었다. 그렇게 살색에서 연주황색, 연주황색에서 살구색으로 바뀌었다.

## 같이 보기
- 살구색